# Far from Telescopes
Far from Telescopes este cel de-al cincilea album al formației românești de rock alternativ Kumm. A fost lansat pe data de 30 octombrie 2009, printr-un concert susținut la clubul Silver Church din București. Albumul este produs sub licență proprie și a fost înregistrat în studioul Vița de Vie, avându-l ca inginer de sunet pe Gabi „Pipai” Andrieș. Albumul a fost lansat și pe iTunes pe data de 11 ianuarie 2010.
Chitaristul trupei, Eugen Nuțescu (Oigăn) mărturisea că a existat o dispută serioasă în privința titlului albumului. „Ne-am chinuit cel mai mult să găsim un nume de album. Am încălcat o mulțime de deadline-uri, era să nu intre discul în producție și nu am putut să cădem de acord asupra unui nume. Într-un final, chiar când cântam una dintre piesele lo-fi, Cătălin a cântat versul respectiv și toți am simțit că asta descrie atât partea serioasă, cât și partea mai jucăușă a discului.”
Pe album apar trei piese lo-fi care au fost înregistrate într-o bucătărie. La începutul albumului se poate auzi prima din cele trei înregistrări lo-fi, chiar înainte de primele acorduri din piesa „Mister Superman”. Ultima apare sub formă de melodie ascunsă (hidden track) după finalul piesei „Fishing In The Swimming Pool”. A șasea piesă de pe album, „(Bad Day)”, este singura dintre cele trei care are și un titlu. Solistul formației, Cătălin Mocan, a declarat că ideea i-a aparținut: „Eu aveam o mică părere de rău după anumite piese la care s-a renunțat. Atunci am venit cu ideea asta de lo-fi, cu care i-am păcălit pe colegi ca să pună pe disc și piesele care îmi plăceau mie. Așa a intrat pe disc piesa «Bad Day».”
Prima piesă promovată de pe album a fost „Pop Song”, care a ajuns în decembrie pe locul 1 în Top Show la Radio Guerilla. Videoclipul piesei a fost lansat în mod oficial pe data de 22 aprilie 2010, printr-un concert susținut în clubul Silver Church din București.
A doua piesă promovată (de data aceasta doar la radio) a fost „Police”, aceasta intrând direct pe locul 7 în Top Show la Radio Guerilla și atingând locul 1 la două săptămâni după.

## Lista melodiilor
1. „Mister Superman” - 7.11
2. „Beautiful Country” - 3:47
3. „Pop Song” - 3:21
4. „Pink Balloon” - 3:57
5. „Sleepwalk” - 4:55
6. „(Bad Day)” - 2:39
7. „Police” - 4:24
8. „Fashion” - 5:40
9. „Beauty Queen” - 5:07
10. „Bird's Eye View” - 2:52
11. „Monkey in Your Stereo” - 4:02
12. „Man in a Can” - 4:43
13. „Fishing in the Swimming Pool” - 13:54

## Recenzii
Recenziile primite au fost în general pozitive. Matei Florian nota în Dilema Veche următoarele: „Important mi se pare că, în deplină cunoștință de cauză, acești domni au părăsit meterezele înalte ale unor Confuzz sau Angels & Clowns, gravitățile întunecate și distinse de pe Different Parties, ca să guste din efervescența indie care a izbucnit odată cu The Amsterdams, The MOOod sau Go to Berlin. Orice acuzație de blat artistic este exclusă. Pe Far from Telescopes există vervă, poftă nebună și un aer firesc, proaspăt, imposibil de mimat.”, descriind sunetul drept „coborând în concret, [...] deprins cu gravitația, cu mersul firesc, cu pulsul sangvinic.”
Ana Călin a nominalizat Far from Telescopes la titlul de cel mai bun album românesc al anului 2009, descriindu-l drept „O singură bucată, numai bună picurării fără oprire, într-o venă dependentă de Kumm.” De aceeași părere a fost și Valentin Moraru, care a descris albumul drept „modern și energetic”, „o combinație reușită de indie cu new-wave și art rock”.
Alex Nicolescu a văzut albumul drept „trecerea oficială la un nou stil, un smart indie-pop combinat cu mult rock’n’roll”, citând drept influențe Radiohead, Yeah Yeah Yeahs, Sonic Youth, The Kills și „o serie de britanici tupeiști ce și-au tras 'The'-ul în față”, fiind de părere că albumul este „cel mai matur și mai profesionist album Kumm”.

## Membri[16]

### Formația
- Cătălin Mocan – voce
- Eugen „Oigăn” Nuțescu – chitară, voce, muzică
- Mihai Iordache – saxofon, tamburină, voce
- Kovács András – clape
- Sorin Erhan – bas
- Paul Ballo – tobe, voce

### Invitați
- Csergő Dominic – tobe („Man in a Can”)
- Electric Brother – lăută („Beauty Queen”)
- Rozie – voce („Pink Balloon”)
- Corul de copii Meloritm, dirijat de Elena Nicolai („Fishing in the Swimming Pool”)
  - În afară de aceste colaborări, pe album mai apar vocile lui Byron (fostul solist al trupei) și Marius Moise (solistul formației The MOOod) pe piesa „Mister Superman”. De asemenea, pe piesa „Bird's Eye View” se poate auzi o conversație între Rozie și fotografa Wanda Hutira, care a realizat și fotografiile ce apar în interiorul albumului.